# Mistrzostwa Nordyckie w Zapasach 2011
Mistrzostwa odbyły się w stolicy Estonii, Tallinnie, 13 maja 2011 roku.

## Tabela medalowa
Gospodarz zawodów został zaznaczony kolorem.
| Poz. | Państwo   |   |   |   | Łącznie |
| ---- | --------- | - | - | - | ------- |
| 1    | Finlandia | 2 | 3 | 1 | 6       |
| 2    | Szwecja   | 2 | 0 | 5 | 7       |
| 3    | Estonia   | 1 | 2 | 0 | 3       |
| 4    | Łotwa     | 1 | 1 | 0 | 2       |
| .    | Norwegia  | 1 | 1 | 0 | 2       |
| 6    | Dania     | 0 | 0 | 1 | 1       |
|      | Łącznie   | 7 | 7 | 7 | 21      |

## Wyniki

### Styl klasyczny
| Konkurencja        | Złoto                 | Srebro           | Brąz                |
| Kategoria do 55 kg | Anders Rønningen      | Thomas Rønningen | Joakim Fagerlund    |
| Kategoria do 60 kg | Jarkko Ala-Huikku     | Jani Haapamäki   | Håkan Nyblom        |
| Kategoria do 66 kg | Juha Petteri Hiltunen | Sergejs Mironovs | Sharur Vardanyan    |
| Kategoria do 74 kg | Aleksandrs Višņakovs  | Henri Välimäki   | Christoffer Nilsson |
| Kategoria do 84 kg | Fisnik Zahiti         | Eerik Aps        | Lennie Persson      |
| Kategoria do 96 kg | Christoffer Ljungbeck | Ardo Arusaar     | Rami Hietaniemi     |
| Kategoria 120 kg   | Heiki Nabi            | Taisto Lalli     | Sebastian Lönnborn  |